# 丛岩寺站
丛岩寺站是重庆轨道交通9号线的一个中途站，该站于2023年1月18日开通运营。本站在第一版规划中名称为望乡台站。